# Маунт Кармел (Тенеси)
Маунт Кармел (енгл. Mount Carmel) град је у америчкој савезној држави Тенеси.

## Демографија
По попису из 2010. године број становника је 5.429, што је 634 (13,2%) становника више него 2000. године.
| Група             | 2000.         | 2010.         |
| Белци             | 4.692 (97,9%) | 5.261 (96,9%) |
| Афроамериканци    | 26 (0,5%)     | 35 (0,6%)     |
| Азијати           | 7 (0,1%)      | 19 (0,3%)     |
| Хиспаноамериканци | 28 (0,6%)     | 71 (1,3%)     |
| Укупно            | 4.795         | 5.429         |